# Čatrnja (Gradiška)
Čatrnja (szerbül: Чатрња), falu Gradiška községben, Bosznia-Hercegovinában, Bosanska krajina területén, a Szerb Köztársaságban. 

## Fekvése
Bosznia-Hercegovina északi részén, Banja Lukától légvonalban 37, közúton 45 km-re északra, községközpontjától légvonalban 4, közúton 5 km-re délnyugatra, 90-94 méteres magasságban. Gradiškától nyugatra, a Kozarska Dubica felé vezető úton található. Nyugaton a falu határa a Jablanica folyó, mely északon egy másik folyóba, a Szávába ömlik. Čatrnja több, kis településből áll.

## Népessége
| Nemzetiségi csoport | Népesség 1991 | Népesség 2013 |
| ------------------- | ------------- | ------------- |
| Szerb               | 329           | 583           |
| Bosnyák             | 271           | 119           |
| Horvát              | 89            | 10            |
| Jugoszláv           | 43            | 0             |
| Egyéb               | 36            | 21            |
| Összesen            | 768           | 733           |

## Története
A település területe 1878-ig tartozott az Oszmán Birodalomhoz, ekkor a berlini kongresszus határozata alapján az Osztrák-Magyar Monarchia része lett. Az új hatalom a falu gyors fejlődését eredményezte. 1879-ben az első osztrák-magyar népszámlálás során a Berbir községhez tartozó településnek 37 háztartása és 184 ortodox szerb lakosa volt. 1910-ben a Bosanska Gradiškai járáshoz és Bosanska Gradiška községhez tartozó településen 51 háztartást, 217 ortodox szerb, 9 muszlim, 61 római katolikus és 20 görög katolikus lakost találtak.
A monarchia szétesésével 1918-ban előbb a Szerb-Horvát-Szlovén Királyság, majd 1929-től a Jugoszláv Királyság része lett. Jugoszlávia megszállása után a település a Független Horvát Állam (NDH) részévé vált. A falu 1945-től a szocialista Jugoszlávia része volt. A boszniai háború idején a település a Boszniai Szerb Köztársasághoz tartozott. A daytoni békeszerződést követő területfelosztásnál a település Bosanska Gradiška község részeként a Szerb Köztársaság területéhez került.

## Közlekedés
A településen 2011. november 30-án Milorad Dodik, a Boszniai Szerb Köztársaság elnöke és Boris Tadić, a Szerb Köztársaság elnöke közösen nyitotta meg a Gradiška - Banja Luka autópálya Čatrnja és Mahovljana közötti szakaszát.

## Nevezetességei
A čatrnjai mecset 1975-ben épült. A bosznia-hercegovinai háború során 1993. április 11-én dinamittal rombolták le. A mai a korábbi mecset alapjaira épült, a minaret pedig mintegy 30 méter magas.